# Anadendrum
Anadendrum es un género de plantas con flores perteneciente a la familia Araceae. Se distribuyen por Asia tropical, desde la India hasta Malasia, dos especies en China.
Es el único género de la tribu Anadendreae.

## Descripción
Son plantas trepadoras entre los árboles o sobre las rocas por tener raíces adhesivas. Hojas dísticas, pecioladas, sin divisiones, pinnadas veteadas. Las inflorescencias surgen de un ripidio. Espata de color blanco o verde,  oblongo-ovadas. Spadix cilíndrico, con estípite bien desarrollado. Flores muchos, bisexuales. El fruto es una baya subglobosa, claramente truncada apicalmente. Semilla grande.

## Taxonomía
El género fue descrito por Heinrich Wilhelm Schott y publicado en Bonplandia 5: 45. 1857. La especie tipo es: Anadendrum montanum

## Especies
- Anadendrum affine
- Anadendrum angustifolium
- Anadendrum cordatum
- Anadendrum ellipticum
- Anadendrum latifolium
- Anadendrum lobbi
- Anadendrum medium
- Anadendrum montanum
- Anadendrum superans